# Universiteit van Sussex
De Universiteit van Sussex is een Britse universiteit dicht bij het plaatsje Falmer in East Sussex. Zij staat bekend om haar liberalisme en de innovatieve interdisciplinaire aanpak op het gebied van onderzoek.
De universiteit bevindt zich op een campus waar de studenten niet alleen leren, maar ook wonen; dit verspreid over zeven woongebieden.